# Титов (Белокалитвинский район)
Тито́в — хутор в Белокалитвинском районе Ростовской области.
Входит в состав Литвиновского сельского поселения.

## География

### Улицы
- пер. Сосновый,
- ул. Вокзальная,
- ул. Лесная,
- ул. Садовая,
- ул. Центральная.

## Население
| 1989 | 2002 | 2010 |
| ---- | ---- | ---- |
| 115  | ↗134 | ↘107 |

## Достопримечательности
- Братская могила № 61 - 138 и памятник погибшим в годы Великой Отечественной войны. Расположены при въезде в хутор. В могиле покоится прах 25 воинов, погибших при освобождении хутора от немецко-фашистских захватчиков в январе 1943 года[3].

Территория Ростовской области была заселена еще в эпоху неолита. Люди, живущие на древних стоянках и поселениях у рек, занимались в основном собирательством и рыболовством. Степь для скотоводов всех времён была бескрайним пастбищем для домашнего рогатого скота. От тех времен осталось множество курганов с захоронениями  жителей этих мест. Курганы и курганные группы находятся на государственной охране.
Поблизости от территории хутора Титов Белокалитвинского района расположено несколько достопримечательностей – памятников археологии. Они охраняются в соответствии с Федеральным законом от 25.06.2002 N 73-ФЗ "Об объектах культурного наследия (памятниках истории и культуры) народов Российской Федерации", Областным законом от 22.10.2004 N 178-ЗС "Об объектах культурного наследия (памятниках истории и культуры) в Ростовской области", Постановлением Главы администрации РО от 21.02.97 N 51 о принятии на государственную охрану памятников истории и культуры Ростовской области и мерах по их охране и др. 
- Курганная группа «Тришкин III»  из трех курганов, расположена на расстоянии около 300 метров к востоку от хутора Титова.
- Курганная группа «Тришкин II »  из трех курганов, расположена на расстоянии около 1500 метров к востоку от хутора Титова.
- Курганная группа  «Рубежный» из пяти курганов, расположена на расстоянии около 1500 метров к востоку от хутора Титова.
- Курган «Тришкин I » расположен на расстоянии около 3000 метров к юго-востоку от хутора Титова[5].